# Lisle (village, New York)
Pour les articles homonymes, voir Lisle.
Lisle est un village du comté de Broome, dans l' État de New York, aux États-Unis,. En 2010, il comptait une population de 320 habitants, estimée au 1er juillet 2019 à 296 habitants. Le village est incorporé en 1876.

## Démographie
Lors du recensement de 2010, le village comptait une population de 320 habitants. Elle est estimée, en 2019, à 296 habitants.